# Alexios Komnenos Palaiologos
Alexios Komnenos Palaiologos (mittelgriechisch Ἀλέξιος Κομνηνός Παλαιολόγος; † 1203 in Konstantinopel) war von 1199 bis zu seinem Tod Schwiegersohn und designierter Thronfolger des byzantinischen Kaisers Alexios III. Angelos.

## Leben
Alexios’ Herkunft liegt im Dunkeln. Die Familie Palaiologos war wohlhabend und stellte unter den Komnenenkaisern bedeutende zivile und militärische Amtsträger. Sein Vater war wahrscheinlich der Sebastos und Megas Hetaireiarches Georgios Palaiologos, ein Sohn (oder Enkel) des gleichnamigen treuen Gefolgsmanns Alexios’ I. Der Name seiner Mutter ist unbekannt. Durch seine Großmutter war Alexios mit den Komnenen blutsverwandt.
Etwa 1198 wurde Alexios Palaiologos von Kaiser Alexios III., der keinen männlichen Erben hatte, zum Ehemann für dessen verwitwete älteste Tochter Irene bestimmt; er musste sich dafür von seiner ersten Frau scheiden lassen. Die Hochzeit wurde im Sommer 1199 mit großem Prunk gefeiert. Alexios, der seit 1195 den Titel Sebastokrator trug, wurde zum Despoten erhoben und damit zum Thronfolger designiert. Gleichzeitig wurde Irenes jüngere, ebenfalls verwitwete Schwester Anna mit Theodoros Laskaris verheiratet, dem späteren Begründer des Kaiserreichs Nikaia.
Kurze Zeit später wurden die beiden kaiserlichen Schwiegersöhne zusammen mit dem General Manuel Kamytzes gegen den bulgarischen Rebellen Iwanko nach Thrakien ausgesandt. Im Verlauf dieses Feldzugs wurde Alexios’ Vater Georgios bei der Belagerung der Festung Kritschim getötet. Die byzantinischen Truppen wurden schließlich bei Batkun in einen Hinterhalt gelockt, wobei Kamytzes in Gefangenschaft geriet. Dieser Erfolg bestärkte Iwanko in seinem Streben nach der Kaiserkrone. 
Im Frühjahr 1200 signalisierte Alexios III. Verhandlungsbereitschaft und beauftragte Alexios Palaiologos, sich mit dem Rebellen zu treffen. Palaiologos sicherte Iwanko freies Geleit zu, doch als dieser das kaiserliche Lager betrat, wurde er gefangen genommen und hingerichtet. Im Februar desselben Jahres ließ Alexios Palaiologos in Konstantinopel einen Volksaufstand gegen den Aufseher des Praitorions, Johannes Lagos, blutig niederschlagen.
Im Juli 1200 oder 1201 war Alexios Palaiologos maßgeblich an der Unterwerfung des Usurpators Johannes Komnenos beteiligt. Nachdem die Insurgenten weite Teile des Großen Palastes und das Hippodrom unter ihre Kontrolle gebracht hatten, griff Alexios mit kaiserlichen Truppen und Schiffen vom Goldenen Horn her das Palastviertel an und vertrieb zusammen mit der Palastgarde die Unterstützer des Johannes, der festgenommen und enthauptet wurde.
Im Februar 1201 oder 1202 wurde Alexios verletzt, als das kaiserliche Zelt bei einem Erdbeben in sich zusammenstürzte. Noch im selben Sommer führte er einen erfolgreichen Feldzug in den Rhodopen gegen den rebellischen Gouverneur Johannes Spyridonakes, den er zur Flucht an den Hof des bulgarischen Zaren Kalojan zwang.
Alexios Palaiologos starb 1203 noch in relativ jungen Jahren offenbar eines natürlichen Todes. Die Absetzung und Flucht seines kaiserlichen Schwiegervaters zu Beginn des Vierten Kreuzzugs hat er nicht mehr erlebt. Seine Tochter Theodora Palaiologina heiratete den Megas Domestikos Andronikos Palaiologos; aus dieser Ehe ging der spätere Kaiser Michael VIII., der Begründer der Palaiologendynastie, hervor.